# Фредди, Вильгельм
Фридрих Вильгельм Кристиан Карлсен (7 февраля 1909 — 26 октября 1995) — датский живописец, скульптор и кинематографист.

## Биография
Родился в Копенгагене в семье рабочего. С раннего детства любил рисовать. В юном возрасте находился под влиянием Джино Северини и Эжена де Сала, у которого он позже учился. После знакомства с творчеством Джоджо де Кирико, Фредди начал рисовать картины в стиле сюрреализма.
В 1928 году сблизился с группой сюрреалистов. Вместе с Вильгельмом Бьерке-Петерсеном основал сюрреалистическую группу в Дании. Свои первые работы в сюрреалистической манере показал в 1930 году на Осенней выставке в Шарлоттенбурге.
С началом Второй мировой войны перебрался в Швецию. После окончания войны снял фильм «Съеденные горизонты» (1950).
В 1970 году получил высшую награду страны в области культуры — Медаль Торвальдсена.
Были организованы ретроспективные показы работ художника в Копенгагене, Стокгольме, а также в одной из парижский галерей в 1989—1990 годах.